# 1978 au Canada
Pour un article plus général, voir Chronologie du Canada.
Cet article traite des événements qui se sont produits durant l'année 1978 au Canada.

## Événements

### Politique

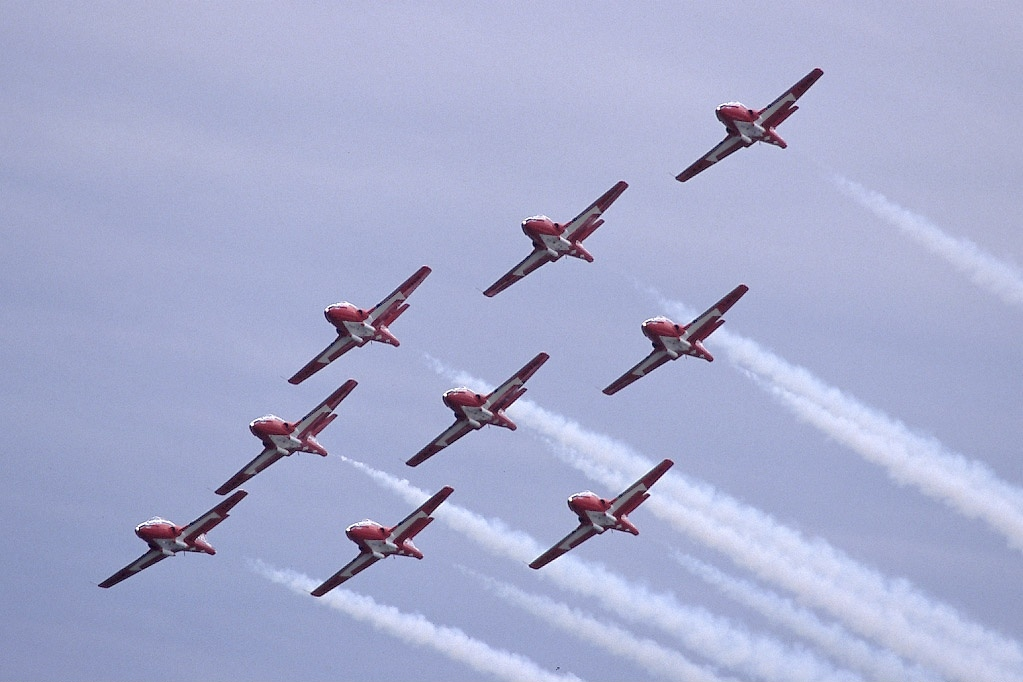
Snowbirds

- 24 janvier : le satellite soviétique Cosmos 954 s'écrase dans les Territoires du Nord-Ouest.

- 1er avril : fondation des Snowbirds qui offre des spectacles d'acrobatie aérienne.

- 18 octobre : élection générale saskatchewanaise.

- 19 septembre : élection générale néo-écossaise.
- 3 au 5 novembre : congrès de l'Internationale socialiste à Vancouver
- 7 novembre : Le Canada adhère au Centre international d'études pour la conservation et la restauration des biens culturels

### Justice
- La nouvelle loi sur l'immigration déclare que les homosexuels ne sont plus une classe inadmissible.

### Sport

#### Hockey
- Fin de la Saison 1977-1978 de la LNH suivi des Séries éliminatoires de la Coupe Stanley 1978. Les Canadiens de Montréal remportent la Coupe Stanley contre les Bruins de Boston.
- Fin de la Saison 1977-1978 de l'AMH. Les Jets de Winnipeg gagnent le Trophée mondial Avco de l'Association mondiale de hockey.
- Les Bruins de New Westminster remportent la Coupe Memorial 1978.
- Repêchage amateur de la LNH 1978.
- Début de la Saison 1978-1979 de la LNH et de la Saison 1978-1979 de l'AMH.

#### Autres

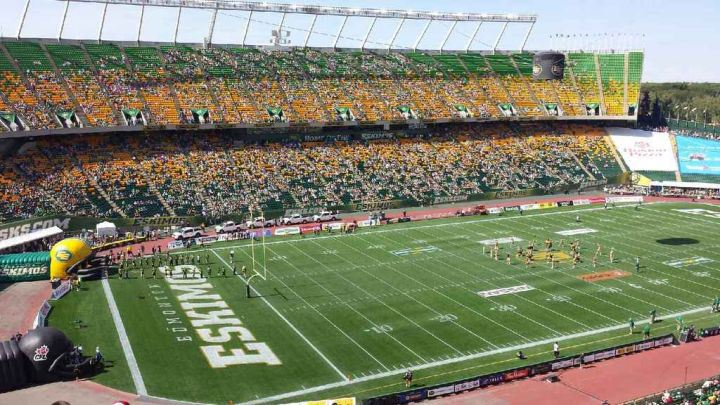
Stade du Commonwealth à
Edmonton

- 3 au 12 août : Jeux du Commonwealth à Edmonton.
- 8 octobre : Grand Prix automobile du Canada au circuit de l'Île Notre-Dame à Montréal.
- Jeux d'hiver de l'Arctique à Hay River et Pine Point

### Économie
- Devant les craintes face au Parti québécois, des compagnies anglophones tel que Sun Life Financial et Cadbury annoncent qu'elles déménagent leur siège social de Montréal à Toronto.

### Science
- 1er mai : création du Conseil de recherche en sciences naturelles et en génie du Canada.

- 15 août : lancement du système Telidon qui est un ancêtre de l'Internet.

- Inauguration de l'Observatoire du Mont Mégantic.

### Culture
- Février : première édition de Bal de neige à Ottawa et Gatineau.

- 5 novembre : Comme les six doigts de la main, film d'André Melançon.

- 10 novembre : première représentation de la pièce Les fées ont soif de Denise Boucher. Tentative de censure contre cette pièce.

- Roman La grosse femme d'à côté est enceinte de Michel Tremblay.

#### Chanson
- Le groupe folklorique La Bottine souriante lance leur album Y'a ben du changement.

- Album Tête en gigue de Jim et Bertrand.

#### Film
- L'Affaire Bronswik.

#### Télévision
- Duplessis une série raconte la vie et la carrière de l'ancien Premier ministre du Québec Maurice Duplessis.

- Feuilleton télévisé : Terre humaine de Mia Riddez.

- Feuilleton télévisé : Le Clan Beaulieu.

### Religion
- Gerald Emmett Carter devient archevêque de Toronto.

- Jean Gratton devient évêque au Diocèse de Mont-Laurier.

### Phénomène météorologique
- 27 juin : Tornade de Masson (Masson, Québec)[1]

## Naissances
- 26 février : Kyle Hamilton, rameur.
- 9 mars : Chris Phillips, joueur de hockey sur glace.
- 6 avril : Thomas Herschmiller, rameur.
- 26 avril : Tyler Labine, acteur.
- 12 mai : Wilfred LeBouthillier, chanteur.
- 15 mai : Dwayne De Rosario, joueur de football.
- 21 mai : Adam Gontier, chanteur et guitariste.
- 26 mai : Patrick W. Brown, avocat et politicien fédéral.
- 13 juin : Matt Bradley, joueur professionnel de hockey sur glace.
- 22 juillet : Andrea Joy Cook, actrice.
- 29 juillet : Jean-François Breau, auteur-compositeur-interprète.
- 5 septembre : Laura Bertram, actrice.
- 7 septembre : Matt Cooke, joueur professionnel de hockey sur glace.
- Devon Sawa, acteur.
- 9 septembre : Christian Kit Goguen, auteur-compositeur-interprète et comédien.
- 20 septembre : Jason Bay, joueur de baseball.
- 21 septembre : Paulo Costanzo, comédien.
- 22 septembre : Steve Moore, joueur de hockey sur glace.
- 17 novembre : Rachel McAdams, actrice.
- 2 décembre : Nelly Furtado, auteure-compositrice-interprète.
- 23 décembre : Esthero, chanteuse.

## Décès
- 19 février : Ovila Légaré, chanteur et comédien.
- 13 avril : Jack Chambers, artiste peintre.
- 9 septembre : Jack Warner, producteur.
- 28 septembre : Thane Alexander Campbell, premier ministre de l'Île-du-Prince-Édouard.